# Sanchin
 (mai 2025).
La mise en forme du texte ne suit pas les recommandations de Wikipédia : il faut le « wikifier ».
Les points d'amélioration suivants sont les cas les plus fréquents :
- Les titres sont pré-formatés par le logiciel. Ils ne sont ni en capitales, ni en gras.
- Le texte ne doit pas être écrit en capitales (les noms de famille non plus), ni en gras, ni en italique, ni en « petit »…
- Le gras n'est utilisé que pour surligner le titre de l'article dans l'introduction, une seule fois.
- L'italique est rarement utilisé : mots en langue étrangère, titres d'œuvres, noms de bateaux, etc.
- Les citations ne sont pas en italique mais en corps de texte normal. Elles sont entourées par des guillemets français : « et ».
- Les listes à puces sont à éviter, des paragraphes rédigés étant largement préférés. Les tableaux sont à réserver à la présentation de données structurées (résultats, etc.).
- Les appels de note de bas de page (petits chiffres en exposant, introduits par l'outil «  Source ») sont à placer entre la fin de phrase et le point final[comme ça].
- Les liens internes (vers d'autres articles de Wikipédia) sont à choisir avec parcimonie. Créez des liens vers des articles approfondissant le sujet. Les termes génériques sans rapport avec le sujet sont à éviter, ainsi que les répétitions de liens vers un même terme.
- Les liens externes sont à placer uniquement dans une section « Liens externes », à la fin de l'article. Ces liens sont à choisir avec parcimonie suivant les règles définies. Si un lien sert de source à l'article, son insertion dans le texte est à faire par les notes de bas de page.
- La présentation des références doit suivre les conventions bibliographiques. Il est recommandé d'utiliser les modèles {{Ouvrage}}, {{Chapitre}}, {{Article}}, {{Lien web}} et/ou {{Bibliographie}}. Le mode d'édition visuel peut mettre en forme automatiquement les références.
- Insérer une infobox (cadre d'informations à droite) n'est pas obligatoire pour parachever la mise en page.

Pour une aide détaillée, merci de consulter Aide:Wikification.
Si vous pensez que ces points ont été résolus, vous pouvez retirer ce bandeau et améliorer la mise en forme d'un autre article.
Sanchin (三戦) est un kata fondamental pratiqué dans plusieurs arts martiaux d’Okinawa et du Japon, notamment dans le Goju-ryu, l’Uechi-ryu et certaines écoles de kung-fu chinois comme la Bai He Quan (« boxe de la grue blanche »). Le terme « Sanchin » signifie littéralement « trois batailles » ou « trois conflits », en référence à l’union du corps, de l’esprit et de la respiration.

## Étymologie
Le mot « Sanchin » (三戦) est composé de « san » (三, « trois ») et « chin/sen » (戦, « bataille » ou « combat »). Il symbolise les trois dimensions que le kata cherche à harmoniser : le corps, la respiration et la conscience mentale.

## Histoire et origines
Le kata Sanchin trouve ses racines dans les arts martiaux du sud de la Chine, notamment dans les styles de la grue blanche (Bai He Quan) de la province du Fujian. Il aurait été introduit à Okinawa au XIXe siècle par des maîtres tels que Kanryo Higaonna, de retour de ses études en Chine, qui l’a ensuite transmis à ses disciples. Chojun Miyagi adapta Sanchin pour le style Goju-ryu, tandis qu'Uechi Kanbun l’intégra dans l’Uechi-ryu.

## Objectifs
Le kata Sanchin poursuit plusieurs objectifs :
- Renforcement musculaire et structurel : grâce à des contractions isométriques maintenues tout au long du kata.
- Maîtrise respiratoire : utilisation de la respiration « ibuki » (inspirations et expirations forcées et sonores) pour développer l’énergie interne (« ki ») et l’endurance.
- Concentration et stabilité mentale : intention focalisée, absence de distraction, renforcement de la volonté.
- Posture et ancrage : position « Sanchin-dachi » (distance des trois batailles), bases larges et fléchies, centre de gravité bas[3].

## Techniques et exécution
Le kata se compose d’une série de mouvements linéaires et toniques, principalement :
- Des coups de poing droits (« choku-zuki ») alternés.
- Des parades « uke » avec contraction du triceps et de l’épaule.
- Des déplacements limités (trois pas vers l’avant puis trois vers l’arrière dans la version Goju-ryu).
- Une tension musculaire constante et une respiration rythmée (ibuki).

Le pratiquant doit maintenir la posture et la tension à chaque phase, contrôlant la respiration pour synchroniser l’effort et l’expiration.

## Pratique et application
Le Sanchin est exécuté lentement pour maximiser le renforcement interne. Dans de nombreuses écoles, il est accompagné d’un shime : un test de résistance où l’instructeur frappe légèrement certaines parties du corps (pectoraux, abdominaux, cuisses) pour vérifier la stabilité, la tension et la concentration du pratiquant.

## Variantes
- Goju-ryu : version popularisée par Chojun Miyagi, comprenant trois pas vers l’avant et trois pas vers l’arrière, avec respiration ibuki marquée.
- Uechi-ryu : position plus étroite, mouvements de blocs et de frappes légèrement différents, accent sur le « Sanchin-dachi » étroit.
- Kung-fu chinois : dans certaines écoles de Fujian, Sanchin (ou « San Zhan ») présente des déplacements plus circulaires et des variations de technique propres aux systèmes externes et internes chinois.

## Importance et héritage
Sanchin est considéré comme la « pierre angulaire » du Goju-ryu et de l’Uechi-ryu. De nombreux maîtres estiment qu’une pratique assidue de ce seul kata suffit à développer une base solide en puissance interne, en stabilité et en discipline mentale. Il demeure enseigné dès les premiers niveaux et pratiqué tout au long de la progression du karatéka.